# Demudi Linux
DeMuDi, acronyme de Debian Multimedia Distribution, est une distribution Linux basée sur Debian GNU/Linux et conçue pour le multimédia. Elle est actuellement distribuée sous deux formes : une version stable (1.2.1 au 20 mars 2006) pour un environnement professionnel et stable de production audio, et une version de test dans laquelle les nouvelles fonctionnalités et les dernières versions des logiciels sont incorporées.
Le projet est fondé sur une distribution Debian spécialisée dans le multimédia, il est une partie majeure d'Agnula. Une version basée sur Redhat est nommée Remudi.
DeMuDi n'est pas séparée de Debian, il s'agit d'une façon différente de la distribuer. Il est par exemple possible d'installer les programmes Debian, tout en gardant les spécificités de DeMuDi que sont son kernel multimédia temps réel et une bonne intégration sous linux des logiciels audio. Au stade actuel de son développement, DeMuDi a intégré essentiellement des logiciels audio et musicaux, mais elle inclura éventuellement aussi des outils de pointe pour la vidéo.
La version de test suit aujourd'hui une phase de synchronisation avec Debian testing, ceci dans le but de pouvoir offrir une nouvelle version stable de DeMuDi sur laquelle tous les logiciels de Debian testing peuvent être installés et ainsi de bénéficier pleinement du dynamisme de la communauté Debian.

## Caractéristiques de DeMuDi
Le cœur de cette distribution est son kernel multimédia. Il s'agit d'un kernel Vanilla (standard) sur lequel sont appliqués les patches de préemption complète (ou temps réel) d'Ingo Molnar. Le module realtime-lsm est utilisé pour gérer les priorités des tâches aussi bien au niveau du matériel que des logiciels. Une autre et nouvelle approche a aussi été incorporée dans DeMuDi pour gérer ces priorités avec « rlimits ».
L'avantage de rlimits est qu'il ne pose pas de problème particulier de stabilité dans le système. Son désavantage est que des applications peuvent être instantanément arrêtées par PAM-Rlimits quand la charge du processeur devient trop élevée. Des utilisateurs qui font un grand usage de synthèse et de filtres audio logiciels ainsi que ceux qui utilisent DeMuDi pour des événements en public pourront préférer utiliser le realtime-lsm. Celui-ci permet de pousser le système dans ses dernières limites, mais des applications peuvent bloquer tout l'ordinateur dans certains cas. La majorité des blocages proviennent d'anciennes applications et il est conseillé de bien tester les applications avant de commencer l'utilisation en production.
Quel que soit le système de gestion des priorités choisi, il est nécessaire de prêter un soin particulier à la configuration matérielle de l'ordinateur. En effet, le kernel va attribuer à la carte son une priorité supérieure à celles des autres unités matérielles de l'ordinateur. Si un autre matériel partage la même IRQ (interruption) hardware (matérielle) que la carte son, des blocages du système peuvent survenir.
Le gestionnaire de fenêtre par défaut est fluxbox, ceci afin de garder un maximum de la puissance de la machine pour le travail multimédia ; GNOME est aussi proposé. Un soin particulier a été apporté dans l'intégration et la configuration des applications audio.
Ainsi, l'interface graphique de JACK, un serveur son professionnel à faible latence, est lancé automatiquement lors du démarrage du système.
Le logiciel ladcca permet de sauvegarder l'état des sessions de travail audio et de les restaurer automatiquement.
Apt-get est le logiciel de gestion et d'installation des programmes. Il est donc également possible d'installer simplement les logiciels Debian sous DeMuDi afin d'accroître les possibilités de l'ordinateur à d'autres tâches que l'audio.
La comparaison avec une distribution générique montre des performances multimédia bien meilleures avec DeMuDi à machine identique.
DeMuDi fut une des premières distributions à se lancer dans le multimédia professionnel et cette distribution linux permet de transformer un ordinateur PC en une station de travail audio stable, performante et professionnelle. Les MediaStation de Lionstracs sont des claviers dans lesquels un ordinateur PC 64 bits est incorporé. Le système linux de ces claviers bénéficie directement des solutions technologiques mises en œuvre dans DeMuDi.